# Mine de Warkworth
La mine de Warkworth est une mine à ciel ouvert de charbon située dans la Nouvelle-Galles du Sud en Australie,.